# Andrew Holness
Andrew Holness (ur. 22 lipca 1972) – jamajski polityk, minister edukacji w latach 2007–2011, premier Jamajki od 23 października 2011 do 5 stycznia 2012 oraz ponownie od 3 marca 2016.

## Życiorys
Andrew Holness urodził się w 1972. Kształcił się w St. Catherine High School w Saint Catherine, po czym ukończył studia na Uniwersytecie Indii Zachodnich. Od 1994 do 1996 był dyrektorem wykonawczym organizacji charytatywnej Voluntary Organization for Uplifting Children. W latach 1996–2000 pracował w kompanii Premium Group of Companies. Został również asystentem premiera Edwarda Seaga.
W 1997 został deputowanym do Izby Reprezentantów z ramienia Jamajskiej Partii Pracy (JLP) w okręgu West Central St. Andrew. W latach 1999–2002 pełnił funkcję rzecznika opozycji ds. ziemi i rozwoju, a następnie rzecznika ds. mieszkalnictwa (2002-2005) oraz rzecznika ds. edukacji (2005-2007). Po zwycięstwie JLP w wyborach parlamentarnych, 11 września 2007 objął stanowisko ministra zdrowia w rządzie Bruce'a Goldinga.
We wrześniu 2011 premier Golding zapowiedział rezygnację ze stanowiska szefa rządu oraz lidera Jamajskiej Partii Pracy. Powodem jego decyzji była sprawa ekstradycji do Stanów Zjednoczonych Christophera Coke'a. Początkowo rząd Goldinga przez 9 miesięcy wstrzymywał się z jego wydaniem, by w maju 2010 ostatecznie wyrazić zgodę na jego ekstradycję, co doprowadziło do krwawych zamieszek w Kingston. 10 października 2011 kandydatem na nowego szefa partii został Andrew Holness. 18 października 2011 premier Golding ogłosił rezygnację ze stanowiska premiera przekazanie urzędu Holnessowi. 23 października 2011 Holness został wybrany nowym przewodniczącym Jamajskiej Partii Pracy oraz został zaprzysiężony na stanowisku szefa rządu. Zobowiązał się do zakończenia uprawiania "polityki garnizonowej", przejawiającej się współpracą z grupami przestępczymi w zamian za udzielane poparcie polityczne, a także do przeciwdziałania korupcji i przestępczości zorganizowanej oraz redukcji zadłużenia państwa
5 grudnia 2011 premier Holness rozwiązał parlament i wyznaczył datę wcześniejszych wyborów do parlamentu na 29 grudnia 2011. W wyborach tych Jamajska Partia Pracy poniosła porażkę, zdobywając 21 miejsc w Izbie Reprezentantów. Pozostałe 42 mandaty przypadły Ludowej Partii Narodowej (PNP). 5 stycznia 2012 przewodnicząca PNP, Portia Simpson-Miller objęła stanowisko premiera Jamajki. W wyborach w 2016 roku jego partia ponownie wygrała wybory – on sam zdobył 57,47% głosów w swoim okręgu, a 3 marca zastąpił Portię Simpson-Miller na stanowisku premiera.
Andrew Holness jest od 1997 roku żonaty z Juliet Holness, mają dwoje dzieci.